# Streuwiese mit Übergangsmoorteil nördlich Reiterberg

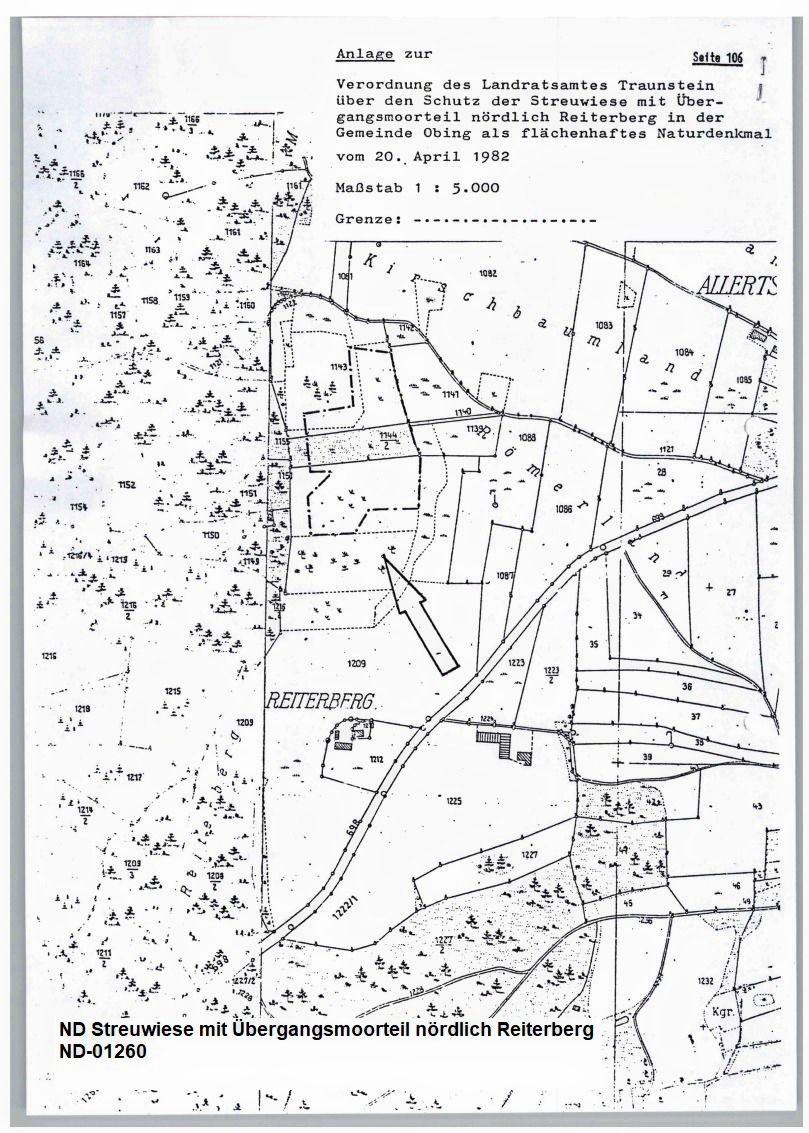
Lageplan Amtsblatt

Die Streuwiese mit Übergangsmoorteil nördlich Reiterberg in der Gemeinde Obing, Gemarkung Albertaich, ist ein ca. 2,6 ha großes flächenhaftes Naturdenkmal im Landkreis Traunstein.
Es erhielt im April 1982 durch Verordnung des Landratsamtes Traunstein den Schutzstatus und wird vom Bayerische Landesamt für Umwelt unter der Nummer ND-01260 gelistet. 

## Schutzzweck
Die Streuwiese mit Übergangsmoorteil ist als flächenhaftes Naturdenkmal zu schützen, da es sich hier qualitativ um einen hochwertige Lebensraum (Ausgleichs- und Rückzugsfläche) in einer sonst weitgehend ausgeräumten Landschaft handelt und seine Erhaltung wegen seiner herausragenden Eigenart und Seltenheit, seiner ökologischen, wissenschaftlichen, naturgeschichtlichen, floristischen und faunistischen Bedeutung im öffentlichen Interesse liegt.